# Maria Madsen
Maria Catharina Madsen (* 30. März 1900 in Blans, Dänemark; † 16. April 1974 in Kopenhagen) war eine dänische Krankenschwester, Pflegepädagogin und langjährige Vorsitzende des dänischen Krankenpflegerats (Dansk Sygeplejeråd).

## Leben
Maria Madsen wurde als Tochter eines Landwirtehepaares geboren. Da Süd-Jütland von 1864 bis 1920 zum Deutschen Reich gehörte, besuchte sie eine deutsche Grundschule. Der Vater unterrichtete die Kinder in Dänisch und Geschichte, die Mutter in evangelischer Religion. Nach der Konfirmation besuchte Maria Madsen eine weiterführende Schule in Børkop. Das Abitur legte sie 1922 in Sønderborg ab. Sie studierte danach Medizin in Kopenhagen, brach dieses Studium jedoch ab, da ihr die Krankenpflege mehr zusagte. Von 1925 bis 1928 absolvierte sie eine Krankenpflegeausbildung im Bispebjerg-Krankenhaus in Kopenhagen und wurde Schülerin von Charlotte Munck.
Direkt im Anschluss an die Ausbildung wurde sie Schulschwester daselbst und blieb in dieser Position bis zum Jahr 1936. An der Volkshochschule in Rødkilde auf der Insel Møn wurde 1936 das Lehrangebot um einen Pflegevorschullehrgang erweitert. Madsen war angetan von dieser speziellen Form der Volkshochschulbildung, die allgemeine und spezielle Themen zusammenfasste. Sie wurde erste Direktorin des neuen Lehrgangs und pendelte zunächst zwischen Møn und Kopenhagen. 1940 wurde sie Vizepräsidentin des Dänischen Krankenpflegerats, 1941 dann dessen Präsidentin. Während ihrer 27-jährigen Präsidentschaft wuchs die Zahl der Mitglieder von 15.000 auf 38.000 Mitglieder an.
Madsen engagierte sich für eine höhere Bezahlung des Pflegepersonals, für Verbesserungen der klinischen Pflege und für eine standardisierte Pflegeausbildung. 1956 verabschiedete das dänische Parlament schließlich eine Pflegeagenda, die eine zweijährige Pflegeausbildung mit einem zusätzlichen Vorbereitungslehrgang vorsah. Auch wurden Männer in die Pflegeausbildung aufgenommen, was Madsen begrüßte. Zwischen 1954 und 1958 wurde sie Präsidentin der Nordic Nurses Federation. Zwischen 1946 und 1967 war sie zudem Mitglied im Leitungsgremium des International Council of Nurses. Sie war interessiert an der Geschichte der Pflege und wurde von den dänischen Königinnen Alexandrine zu Mecklenburg und Ingrid von Schweden geschätzt. Die protestantische Religion war Madsen zeitlebens wichtig.

## Auszeichnung
- 1954: Ernennung zum Ritter des Dannebrogordens (1968 zum Ritter 1. Grades)